# Marc Schaefer (Politiker)
Marc Schaefer (* 24. März 1961 in Diekirch) ist ein luxemburgischer Politiker. Er ist Mitglied der Lëtzebuerger Sozialistesch Arbeschterpartei (LSAP). Seit dem 9. Januar 2007 ist er Mitglied im luxemburgischen Staatsrat.

## Biografie
Marc Schaefer, dessen Großvater (Bernard Bergh) 1918 einen Frisiersalon in Vianden eröffnete, wuchs als der jüngere von zwei Söhnen eines Malermeisters in Vianden auf. Marc Schaefer ging  dort zur Primärschule und erwarb 1979 das Diplôme de fin d’études (Abitur) am Lycée classique de Diekirch. Er begann ein dreijähriges Touristikstudium an der Ecole des Cadres in Neuilly-sur-Seine nahe Paris. Er arbeitete als GO im CLUB MED. Von 1987 bis 2007 übernahm Marc Schaefer den elterlichen Betrieb. Seit 2005 unterrichtet er Touristik am Lycée technique Alexis Heck in Diekirch. Außerhalb seiner politischen Karriere engagiert er sich als Vorsitzender der Amiperas Vianden seit 2001, Vize-Präsident der Amis de la Maison de Victor Hugo in Vianden, sowie Vorstandsmitglied der  Alzheimervereinigung Luxemburgs (Association Luxembourg Alzheimer). Er ist außerdem langjähriges Mitglied des Touristenverbandes Vianden, wo Marc Schaefer Gründungsmitglied der Union Commerciale war. Am 12. März 2012 wurde er für die Jahre 2012 bis 2018 zum Vorsitzenden des 210 Mitglieder umfassenden Tourismusverbandes gewählt.

### Politische Karriere
Im Jahre 1995 trat Marc Schaefer der LSAP bei. Er war von Januar 2000 bis Ende 2003 Bürgermeister der Stadt Vianden und erster Schöffe in den Jahren 2004 bis Oktober 2005. Von Oktober 2005 bis Oktober 2011 war er aktives Mitglied im Gemeinderat, anschließend wiederum Bürgermeister bis Ende 2017. Aktuell ist Schaefer Mitglied des Vorstandes des Bezirkes Norden, Präsident der Sektion LSAP Vianden.
Ab 26. Januar 2006 bis zum 13. Juli 2018 war er Vollmitglied im Ausschuss der Regionen der EU (Comité des Régions) in Brüssel und politischer Koordinator der Kommission CIVEX. Er war Berichterstatter der Stellungnahme vom Reformpaket für den Telekommunikationssektor und der Stellungnahme vom Programm „Jugend in Bewegung“.